# Clouseau/Diskografie
Diese Diskografie ist eine Übersicht über die musikalischen Werke der flämischen Popgruppe Clouseau. Den Schallplattenauszeichnungen zufolge hat sie bisher mehr als 1,7 Millionen Tonträger verkauft. Ihre erfolgreichste Veröffentlichung ist das Album Oker mit über 280.000 verkauften Einheiten.

## Alben

### Studioalben
| Jahr | Titel                                             | Höchstplatzierung, Gesamtwochen, AuszeichnungChartplatzierungen (Jahr, Titel, Platzierungen, Wochen, Auszeichnungen, Anmerkungen) | Höchstplatzierung, Gesamtwochen, AuszeichnungChartplatzierungen (Jahr, Titel, Platzierungen, Wochen, Auszeichnungen, Anmerkungen) | Höchstplatzierung, Gesamtwochen, AuszeichnungChartplatzierungen (Jahr, Titel, Platzierungen, Wochen, Auszeichnungen, Anmerkungen) | Höchstplatzierung, Gesamtwochen, AuszeichnungChartplatzierungen (Jahr, Titel, Platzierungen, Wochen, Auszeichnungen, Anmerkungen) | Anmerkungen                                                                                     |
| Jahr | Titel                                             | BEF | NL | DE | CH | Anmerkungen                                                                                     |
| ---- | ------------------------------------------------- | --- | --- | --- | --- | ----------------------------------------------------------------------------------------------- |
| 1989 | Hoezo?                                            | BEF113 (3 Wo.)BEF | NL2 Platin · (59 Wo.)NL | — | — | Erstveröffentlichung: 13. Oktober 1989 Charteinstieg Flandern: 2021                             |
| 1990 | Of zo…                                            | — | NL2 Platin · (34 Wo.)NL | — | — | Erstveröffentlichung: 25. Oktober 1990                                                          |
| 1991 | Close Encounters                                  | — | NL18 (6 Wo.)NL | DE37 (8 Wo.)DE | — | Erstveröffentlichung: 4. Februar 1991 englischsprachige Versionen zuvor veröffentlichter Lieder |
| 1992 | Doorgaan (Tot je niet meer op je benen kan staan) | — | NL19 (12 Wo.)NL | — | — | Erstveröffentlichung: 15. Mai 1992                                                              |
| 1993 | In Every Small Town                               | BEF— GoldBEF | NL65 (6 Wo.)NL | — | — | Erstveröffentlichung: 20. September 1993                                                        |
| 1995 | Oker                                              | BEF1 ×6Sechsfachplatin · (59 Wo.)BEF                                                                                              | NL1 Platin · (66 Wo.)NL | — | — | Erstveröffentlichung: 10. Februar 1995                                                          |
| 1996 | Adrenaline                                        | BEF1 ×4Vierfachplatin · (46 Wo.)BEF                                                                                               | NL8 Gold · (29 Wo.)NL | — | — | Erstveröffentlichung: 23. September 1996                                                        |
| 1999 | In Stereo                                         | BEF1 Platin · (26 Wo.)BEF | NL28 (10 Wo.)NL | — | — | Erstveröffentlichung: 12. März 1999                                                             |
| 2001 | En dans                                           | BEF1 ×3Dreifachplatin · (55 Wo.)BEF                                                                                               | — | — | — | Erstveröffentlichung: 2. November 2001                                                          |
| 2004 | Vanbinnen                                         | BEF1 ×2Doppelplatin · (47 Wo.)BEF                                                                                                 | NL27 (11 Wo.)NL | — | — | Erstveröffentlichung: 1. Oktober 2004                                                           |
| 2007 | Vonken & vuur                                     | BEF1 ×3Dreifachplatin · (45 Wo.)BEF                                                                                               | NL36 (3 Wo.)NL | — | — | Erstveröffentlichung: 30. März 2007                                                             |
| 2009 | Zij aan zij                                       | BEF1 ×2Doppelplatin · (29 Wo.)BEF                                                                                                 | NL35 (3 Wo.)NL | — | — | Erstveröffentlichung: 16. Oktober 2009                                                          |
| 2013 | Clouseau                                          | BEF1 Platin · (80 Wo.)BEF | NL30 (2 Wo.)NL | — | — | Erstveröffentlichung: 22. November 2013                                                         |
| 2016 | Clouseau danst                                    | BEF1 Platin · (64 Wo.)BEF | NL13 (4 Wo.)NL | — | — | Erstveröffentlichung: 26. Februar 2016                                                          |
| 2019 | Tweesprong                                        | BEF1 Gold · (54 Wo.)BEF | NL19 (2 Wo.)NL | — | — | Erstveröffentlichung: 8. November 2019                                                          |
| 2022 | Jonge wolven                                      | BEF1 (43 Wo.)BEF | NL25 (1 Wo.)NL | — | — | Erstveröffentlichung: 25. März 2022                                                             |

grau schraffiert: keine Chartdaten aus diesem Jahr verfügbar

### Livealben
| Jahr | Titel    | Höchstplatzierung, Gesamtwochen, AuszeichnungChartplatzierungen (Jahr, Titel, Platzierungen, Wochen, Auszeichnungen, Anmerkungen) | Höchstplatzierung, Gesamtwochen, AuszeichnungChartplatzierungen (Jahr, Titel, Platzierungen, Wochen, Auszeichnungen, Anmerkungen) | Höchstplatzierung, Gesamtwochen, AuszeichnungChartplatzierungen (Jahr, Titel, Platzierungen, Wochen, Auszeichnungen, Anmerkungen) | Höchstplatzierung, Gesamtwochen, AuszeichnungChartplatzierungen (Jahr, Titel, Platzierungen, Wochen, Auszeichnungen, Anmerkungen) | Anmerkungen                |
| Jahr | Titel    | BEF | NL | DE | CH | Anmerkungen                |
| ---- | -------- | --- | --- | --- | --- | -------------------------- |
| 1991 | Live ’91 | — | NL4 (12 Wo.)NL | — | — | Erstveröffentlichung: 1991 |
| 2000 | Live     | BEF2 ×2Doppelplatin · (22 Wo.)BEF                                                                                                 | — | — | — | Erstveröffentlichung: 2000 |

grau schraffiert: keine Chartdaten aus diesem Jahr verfügbar

### Kompilationen
| Jahr | Titel                  | Höchstplatzierung, Gesamtwochen, AuszeichnungChartplatzierungen (Jahr, Titel, Platzierungen, Wochen, Auszeichnungen, Anmerkungen) | Höchstplatzierung, Gesamtwochen, AuszeichnungChartplatzierungen (Jahr, Titel, Platzierungen, Wochen, Auszeichnungen, Anmerkungen) | Höchstplatzierung, Gesamtwochen, AuszeichnungChartplatzierungen (Jahr, Titel, Platzierungen, Wochen, Auszeichnungen, Anmerkungen) | Höchstplatzierung, Gesamtwochen, AuszeichnungChartplatzierungen (Jahr, Titel, Platzierungen, Wochen, Auszeichnungen, Anmerkungen) | Anmerkungen                                                                                             |
| Jahr | Titel                  | BEF | NL | DE | CH | Anmerkungen                                                                                             |
| ---- | ---------------------- | --- | --- | --- | --- | --- |
| 1993 | Het beste van Clouseau | — | NL45 Gold · (6 Wo.)NL | — | — | Erstveröffentlichung: 1. Juli 1993                                                                      |
| 1997 | 87*97                  | BEF2 ×3Dreifachplatin · (45 Wo.)BEF                                                                                               | NL15 (16 Wo.)NL | — | — | Erstveröffentlichung: 20. Oktober 1997 Doppelalbum                                                      |
| 2001 | Ballades               | BEF9 ×2Doppelplatin · (30 Wo.)BEF                                                                                                 | NL22 (10 Wo.)NL | — | — | Erstveröffentlichung: 2001                                                                              |
| 2007 | Clouseau 20            | BEF1 ×5Fünffachplatin · (57 Wo.)BEF                                                                                               | — | — | — | Erstveröffentlichung: 2. November 2007 Doppel-CD                                                        |
| 2007 | 97*07                  | BEF49 (9 Wo.)BEF | — | — | — | Erstveröffentlichung: 23. November 2007                                                                 |
| 2010 | Ballades               | BEF4 Gold · (19 Wo.)BEF | — | — | — | Erstveröffentlichung: 12. November 2010 Doppel-CD; nicht identisch mit dem gleichnamigen Album von 2001 |
| 2017 | Clouseau30             | BEF1 Platin · (126 Wo.)BEF | NL8 (2 Wo.)NL | — | — | Erstveröffentlichung: 1. September 2017                                                                 |

grau schraffiert: keine Chartdaten aus diesem Jahr verfügbar

## Singles
| Jahr | Titel Album                              | Höchstplatzierung, Gesamtwochen, AuszeichnungChartplatzierungen (Jahr, Titel, Album, Platzierungen, Wochen, Auszeichnungen, Anmerkungen) | Höchstplatzierung, Gesamtwochen, AuszeichnungChartplatzierungen (Jahr, Titel, Album, Platzierungen, Wochen, Auszeichnungen, Anmerkungen) | Höchstplatzierung, Gesamtwochen, AuszeichnungChartplatzierungen (Jahr, Titel, Album, Platzierungen, Wochen, Auszeichnungen, Anmerkungen) | Höchstplatzierung, Gesamtwochen, AuszeichnungChartplatzierungen (Jahr, Titel, Album, Platzierungen, Wochen, Auszeichnungen, Anmerkungen) | Anmerkungen                                                                                                |
| Jahr | Titel Album                              | BEF | NL | DE | CH | Anmerkungen                                                                                                |
| --- | ---------------------------------------- | --- | --- | --- | --- | --- |
| 1987 | Brandweer Hoezo?                         | — | — | — | — | Erstveröffentlichung: September 1987                                                                       |
| 1987 | Ze zit Hoezo?                            | — | — | — | — | Erstveröffentlichung: Dezember 1987                                                                        |
| 1988 | Alleen met jou Hoezo?                    | BEF25 (3 Wo.)BEF | — | — | — | Erstveröffentlichung: Juni 1988                                                                            |
| 1988 | Verlangen Voor één seconde               | — | — | — | — | Erstveröffentlichung: September 1988 Ingeborg met Clouseau                                                 |
| 1988 | Mary-Lou –                               | — | — | — | — | Erstveröffentlichung: Dezember 1988                                                                        |
| 1989 | Anne Hoezo?                              | BEF1 Platin · (16 Wo.)BEF | — | — | — | Erstveröffentlichung: April 1989 Platz 2 beim belgischen Vorentscheid für den Eurovision Song Contest 1989 |
| 1989 | Dansen Hoezo?                            | BEF6 (13 Wo.)BEF | — | — | — | Erstveröffentlichung: September 1989                                                                       |
| 1990 | Daar gaat ze Hoezo?                      | BEF1 (15 Wo.)BEF | NL2 Gold · (13 Wo.)NL | — | — | Erstveröffentlichung: Januar 1990                                                                          |
| 1990 | Louise Hoezo?                            | BEF9 (8 Wo.)BEF | NL12 (8 Wo.)NL | — | — | Erstveröffentlichung: April 1990                                                                           |
| 1990 | Wil niet dat je weggaat Hoezo?           | BEF12 (8 Wo.)BEF | NL8 (8 Wo.)NL | — | — | Erstveröffentlichung: Juni 1990                                                                            |
| 1990 | Heel alleen Of zo…                       | BEF3 (9 Wo.)BEF | NL13 (5 Wo.)NL | — | — | Erstveröffentlichung: September 1990                                                                       |
| 1990 | Domino Of zo…                            | BEF4 (10 Wo.)BEF | NL10 (8 Wo.)NL | — | — | Erstveröffentlichung: Dezember 1990                                                                        |
| 1991 | Ik wil vannacht bij je slapen Of zo…     | BEF27 (5 Wo.)BEF | NL28 (5 Wo.)NL | — | — | Erstveröffentlichung: März 1991                                                                            |
| 1991 | Geef het op –                            | BEF4 (10 Wo.)BEF | NL17 (6 Wo.)NL | — | — | Erstveröffentlichung: Mai 1991 als Beitrag Belgiens Platz 16 beim Eurovision Song Contest 1991             |
| 1991 | Hilda –                                  | BEF7 (8 Wo.)BEF | — | — | — | Erstveröffentlichung: Juli 1991                                                                            |
| 1991 | Oh ja Of zo…                             | — | — | — | — | Erstveröffentlichung: September 1991                                                                       |
| 1991 | Close Encounters                         | — | — | DE19 (18 Wo.)DE | CH28 (8 Wo.)CH | Erstveröffentlichung: November 1991 englische Version von Daar gaat ze (1990)                              |
| 1992 | Altijd heb ik je lief Doorgaan           | BEF6 (10 Wo.)BEF | NL18 (8 Wo.)NL | — | — | Erstveröffentlichung: Januar 1992                                                                          |
| 1992 | Louise Close Encounters                  | — | — | DE82 (4 Wo.)DE | — | Erstveröffentlichung: Februar 1992 englische Version von Louise (1990)                                     |
| 1992 | Vanavond ga ik uit Doorgaan              | BEF9 (9 Wo.)BEF | NL26 (3 Wo.)NL | — | — | Erstveröffentlichung: April 1992                                                                           |
| 1992 | Anna Close Encounters                    | — | — | DE51 (11 Wo.)DE | — | Erstveröffentlichung: Mai 1992 englische Version von Anne (1989)                                           |
| 1992 | Ben je daar vannacht? Doorgaan           | BEF16 (6 Wo.)BEF | — | — | — | Erstveröffentlichung: Juli 1992                                                                            |
| 1992 | Als je me wil Doorgaan                   | BEF29 (5 Wo.)BEF | — | — | — | Erstveröffentlichung: September 1992                                                                       |
| 1992 | Afscheid van een vriend Doorgaan         | BEF12 (12 Wo.)BEF | — | — | — | Erstveröffentlichung: November 1992                                                                        |
| 1993 | Live Like Kings In Every Small Town      | BEF9 (11 Wo.)BEF | — | DE78 (7 Wo.)DE | — | Erstveröffentlichung: 1993                                                                                 |
| 1993 | Take Me Down In Every Small Town         | BEF10 (10 Wo.)BEF | — | DE93 (2 Wo.)DE | — | Erstveröffentlichung: 30. August 1993                                                                      |
| 1993 | Worship In Every Small Town              | BEF22 (8 Wo.)BEF | — | — | — | Erstveröffentlichung: 1993                                                                                 |
| 1994 | Caroline In Every Small Town             | BEF31 (3 Wo.)BEF | — | — | — | Erstveröffentlichung: 1994                                                                                 |
| 1994 | I Live In Memories In Every Small Town   | — | — | — | — | Erstveröffentlichung: 1994                                                                                 |
| 1995 | Laat me nu toch niet alleen Oker         | BEF7 Gold · (7 Wo.)BEF | NL6 (18 Wo.)NL | — | — | Erstveröffentlichung: Januar 1995                                                                          |
| 1995 | Voorbij Oker                             | BEF27 (2 Wo.)BEF | — | — | — | Erstveröffentlichung: 1. Mai 1995                                                                          |
| 1995 | Swentibold Oker                          | BEF18 (8 Wo.)BEF | — | — | — | Erstveröffentlichung: 1995                                                                                 |
| 1995 | Passie Oker                              | BEF7 (15 Wo.)BEF | NL1 Gold · (18 Wo.)NL | — | — | Erstveröffentlichung: 1995                                                                                 |
| 1995 | Zie me graag Oker                        | BEF4 (15 Wo.)BEF | NL11 (9 Wo.)NL | — | — | Erstveröffentlichung: 1995                                                                                 |
| 1996 | Nobelprijs Adrenaline                    | BEF2 Gold · (15 Wo.)BEF | NL37 (3 Wo.)NL | — | — | Erstveröffentlichung: 30. August 1996                                                                      |
| 1996 | Je bent niets Adrenaline                 | BEF27 (8 Wo.)BEF | — | — | — | Erstveröffentlichung: 1996                                                                                 |
| 1997 | Dat ze de mooiste is Adrenaline          | BEF18 (10 Wo.)BEF | — | — | — | Erstveröffentlichung: 10. Februar 1997                                                                     |
| 1997 | Door de muur 87*97                       | BEF25 (8 Wo.)BEF | — | — | — | Erstveröffentlichung: 1997                                                                                 |
| 1999 | Heb ik ooit gezegd In stereo             | BEF7 Gold · (16 Wo.)BEF | — | — | — | Erstveröffentlichung: 29. Januar 1999                                                                      |
| 1999 | Niets meer In stereo                     | — | — | — | — | Erstveröffentlichung: 5. Februar 1999                                                                      |
| 1999 | Altijd meer en meer In stereo            | BEF39 (5 Wo.)BEF | — | — | — | Erstveröffentlichung: 20. August 1999                                                                      |
| 1999 | Hoe lang nog? In stereo                  | — | — | — | — | Erstveröffentlichung: 26. November 1999                                                                    |
| 2001 | Ik geef me over En dans                  | BEF13 (11 Wo.)BEF | — | — | — | Erstveröffentlichung: 2001                                                                                 |
| 2001 | En dans                                  | BEF15 (13 Wo.)BEF | — | — | — | Erstveröffentlichung: 7. Dezember 2001                                                                     |
| 2001 | Bergen en ravijnen En dans               | — | — | — | — | Erstveröffentlichung: 2001                                                                                 |
| 2002 | Brandend avontuur En dans                | BEF50 (1 Wo.)BEF | — | — | — | Erstveröffentlichung: 2002                                                                                 |
| 2004 | Vanbinnen                                | BEF2 (18 Wo.)BEF | — | — | — | Erstveröffentlichung: 23. August 2004                                                                      |
| 2004 | Ik denk aan jou Vanbinnen                | BEF6 (17 Wo.)BEF | — | — | — | Erstveröffentlichung: 5. November 2004                                                                     |
| 2005 | Hier bij jou Vanbinnen                   | BEF10 (11 Wo.)BEF | — | — | — | Erstveröffentlichung: 2005                                                                                 |
| 2005 | Ik zie de hemel –                        | BEF3 (16 Wo.)BEF | — | — | — | Erstveröffentlichung: 11. November 2005                                                                    |
| 2006 | Weg van jou –                            | BEF13 (14 Wo.)BEF | — | — | — | Erstveröffentlichung: 2006                                                                                 |
| 2006 | Vonken & Vuur                            | BEF1 Gold · (26 Wo.)BEF | — | — | — | Erstveröffentlichung: 17. November 2006                                                                    |
| 2007 | De tegenpartij Vonken & Vuur             | BEF4 (15 Wo.)BEF | — | — | — | Erstveröffentlichung: 2007                                                                                 |
| 2007 | Casanova (Wen er maar aan) Vonken & Vuur | BEF35 (10 Wo.)BEF | — | — | — | Erstveröffentlichung: 12. Oktober 2007                                                                     |
| 2007 | Oogcontact Vonken & Vuur                 | — | — | — | — | Erstveröffentlichung: 2007                                                                                 |
| 2008 | Wat een leven –                          | BEF11 (12 Wo.)BEF | — | — | — | Erstveröffentlichung: 17. November 2008                                                                    |
| 2009 | Leve België Zij aan zij                  | BEF16 (3 Wo.)BEF | — | — | — | Erstveröffentlichung: 31. August 2009                                                                      |
| 2009 | Zij aan zij                              | — | — | — | — | Erstveröffentlichung: 12. Oktober 2009                                                                     |
| 2010 | De juiste vergissing Zij aan zij         | — | — | — | — | Erstveröffentlichung: 12. April 2010                                                                       |
| 2010 | Gek op jou Ballades                      | BEF23 (12 Wo.)BEF | — | — | — | Erstveröffentlichung: 30. August 2010                                                                      |
| 2013 | Vliegtuig Clouseau                       | BEF1 (6 Wo.)BEF | — | — | — | Erstveröffentlichung: 1. Oktober 2013                                                                      |
| 2014 | Kan het niet alleen Clouseau             | — | — | — | — | Erstveröffentlichung: 13. Januar 2014                                                                      |
| 2014 | Laatste keer Clouseau                    | — | — | — | — | Erstveröffentlichung: 5. Mai 2014                                                                          |
| 2014 | Ziel Clouseau                            | — | — | — | — | Erstveröffentlichung: 1. September 2014                                                                    |
| 2014 | Onvoorwaardelijk wij Clouseau            | — | — | — | — | Erstveröffentlichung: 1. Dezember 2014                                                                     |
| 2015 | Zin om te bewegen Clouseau danst         | BEF9 (6 Wo.)BEF | — | — | — | Erstveröffentlichung: 25. September 2015                                                                   |
| 2016 | Droomscenario Clouseau danst             | BEF31 (7 Wo.)BEF | — | — | — | Erstveröffentlichung: 29. Januar 2016                                                                      |
| 2016 | Vogel voor de kat Clouseau danst         | BEF48 (1 Wo.)BEF | — | — | — | Erstveröffentlichung: 9. Mai 2016                                                                          |
| 2016 | Tijd om te leven Clouseau danst          | — | — | — | — | Erstveröffentlichung: 19. Juni 2016                                                                        |
| 2017 | Ik wil je terug –                        | BEF4 (9 Wo.)BEF | — | — | — | Erstveröffentlichung: 10. April 2017 Liveaufnahme aus Liefde voor muziek                                   |
| 2017 | Drums Go Boom –                          | — | — | — | — | Erstveröffentlichung: 17. April 2017 Liveaufnahme aus Liefde voor muziek                                   |
| 2017 | Helemaal alleen –                        | BEF35 (3 Wo.)BEF | — | — | — | Erstveröffentlichung: 24. April 2017 Liveaufnahme aus Liefde voor muziek                                   |
| 2017 | Langzaam –                               | — | — | — | — | Erstveröffentlichung: 1. Mai 2017 Liveaufnahme aus Liefde voor muziek                                      |
| 2017 | Alles voor mij –                         | BEF25 (1 Wo.)BEF | — | — | — | Erstveröffentlichung: 8. Mai 2017 Liveaufnahme aus Liefde voor muziek                                      |
| 2017 | Zijn –                                   | — | — | — | — | Erstveröffentlichung: 15. Mai 2017 Liveaufnahme aus Liefde voor muziek                                     |
| 2017 | Our House –                              | — | — | — | — | Erstveröffentlichung: 22. Mai 2017 Liveaufnahme aus Liefde voor muziek                                     |
| 2019 | Tijdmachine Tweesprong                   | BEF23 (6 Wo.)BEF | — | — | — | Erstveröffentlichung: 9. August 2019                                                                       |
| 2019 | Nog niets gezien Tweesprong              | — | — | — | — | Erstveröffentlichung: 4. Oktober 2019                                                                      |
| 2019 | Heel mijn hart Tweesprong                | — | — | — | — | Erstveröffentlichung: 18. Oktober 2019                                                                     |
| 2019 | Tweesprong                               | BEF26 (3 Wo.)BEF | — | — | — | Erstveröffentlichung: 8. November 2019                                                                     |
| 2020 | Wereld die nooit vergaat Tweesprong      | — | — | — | — | Erstveröffentlichung: 28. Februar 2020                                                                     |
| 2020 | We blijven binnen –                      | — | — | — | — | Erstveröffentlichung: 17. April 2020 mit Kommil Foo                                                        |
| 2020 | California Tweesprong                    | BEF36 (6 Wo.)BEF | — | — | — | Erstveröffentlichung: 22. Mai 2020                                                                         |
| 2020 | Zuurstof Tweesprong                      | — | — | — | — | Erstveröffentlichung: 23. Oktober 2020                                                                     |
| 2021 | Eén keer in een leven Jonge wolven       | BEF35 (2 Wo.)BEF | — | — | — | Erstveröffentlichung: 2021                                                                                 |
| 2022 | Stil Jonge wolven                        | BEF34 (3 Wo.)BEF | — | — | — | Erstveröffentlichung: 28. Januar 2022                                                                      |
| 2022 | Nu gaat het gebeuren Jonge wolven        | — | — | — | — | Erstveröffentlichung: 27. Mai 2022                                                                         |
| 2024 | Vuurwerk –                               | BEF43 (1 Wo.)BEF | — | — | — | Erstveröffentlichung: 20. Februar 2024 aus der 10. Staffel von Liefde voor muziek                          |
| Folgende Lieder erschienen nicht als Single, wurden aber durch das Album zum Download und Streaming bereitgestellt und konnten somit eine Platzierung erlangen: |                                          | | | | | |
| |                                          | | | | | |
| 2022 | Vage herinnering Jonge wolven            | BEF36 (2 Wo.)BEF | — | — | — | |

## Videoalben
- 2010: 10x10 – Live in het Sportpaleis (BE: Platin)

## Statistik

### Chartauswertung
|                     | BEF      | NL     | DE    | CH    |
| ------------------- | -------- | ------ | ----- | ----- |
| Nummer-eins-Alben   | BEF13BEF | NL1NL  | DE—DE | CH—CH |
| Top-10-Alben        | BEF17BEF | NL6NL  | DE—DE | CH—CH |
| Alben in den Charts | BEF19BEF | NL20NL | DE1DE | CH—CH |

|                       | BEF      | NL     | DE    | CH    |
| --------------------- | -------- | ------ | ----- | ----- |
| Nummer-eins-Singles   | BEF4BEF  | NL1NL  | DE—DE | CH—CH |
| Top-10-Singles        | BEF26BEF | NL5NL  | DE—DE | CH—CH |
| Singles in den Charts | BEF57BEF | NL13NL | DE5DE | CH1CH |

### Auszeichnungen für Musikverkäufe
Anmerkung: Auszeichnungen in Ländern aus den Charttabellen bzw. Chartboxen sind in ebendiesen zu finden.
| Land/RegionAuszeichnungen für Musikverkäufe (Land/Region, Auszeichnungen, Verkäufe, Quellen) | Gold       | Platin       | Verkäufe  | Quellen     |
| -------------------------------------------------------------------------------------------- | ---------- | ------------ | --------- | ----------- |
| Belgien (BRMA)                                                                               | 7× Gold7   | 39× Platin39 | 1.215.000 | ultratop.be |
| Niederlande (NVPI)                                                                           | 4× Gold4   | 3× Platin3   | 525.000   | nvpi.nl     |
| Insgesamt                                                                                    | 11× Gold11 | 42× Platin42 |           |             |